# What If...
What If... (no Brasil, E Se... Você Tivesse uma Segunda Chance) é um filme de suspense e drama estadunidense de 2010 estrelado por Kevin Sorbo, Kristy Swanson e Debby Ryan lançado em 10 de Fevereiro de 2010 diretamente em DVD pela Universal Studios em parceria com a Jenkins Entertainment e foi dirigido por Dallas Jenkis. É distribuido no Brasil pela Graça Filmes.

## História
No Filme "E Se… Você Tivesse uma Segunda Chance", essa é a pergunta central  que conta a história de Ben Walker (Kevin Sorbo), que, há 15 anos, abandonou sua namorada da faculdade, Wendy (Kristy Swanson), e sua vocação de pastor, para perseguir uma oportunidade no mundo dos negócios. Agora, com um emprego altamente remunerado, noivo e dono de uma nova Mercedes, ele vê sua vida se transformar depois que seu carro quebra misteriosamente. A situação se complica quando ele recebe a visita de um motorista de caminhão-guincho chamado Mike (John Ratzenberger), que é um anjo enviado para mostrar a Ben como sua vida poderia ter sido se ele tivesse feito outra escolha. Antes que ele possa voltar à sua vida antiga, Ben deve primeiro abraçar essa realidade a fim de descobrir o valor da fé e da família — e, talvez, encontrar o seu verdadeiro propósito de viver!

## Elenco
- Kevin Sorbo como Ben Walker
- Kristy Swanson como Wendy Walker
- Debby Ryan como Kimberly Walker
- Taylor Groothuis como Megan Walker
- John Ratzenberger como Mike